# Steph Pockets
Steph Pockets — американская и японская певица и рэпер американского происхождения. Steph характеризует свою музыку как совмещение таких жанров, как джаз-рэп, соул и рок.

## Ранние годы
Стефани родилась в Филадельфии, США. Музыкой она заинтересовалась в 9 лет, когда на «День Карьеры» в школе, где училась Стефани, пришёл сам Уилл Смит.

## Карьера
Музыкальная карьера Стефани началась в 2001 году. Примечательно, что её песня выпущенная в том году под названием «Bum Bum Bum» стала саундтреком к фильму «О», где в главной роли сыграли Джулия Стайлз и Джош Хартнетт. Однако признания Steph добилась не на родине, а в Японии. Ныне её популярность в Японии стоит обозначать феноменом Big in Japan.
В 2004 году Стефани неоднократно выступила там, где и выпустила студийный альбом «My Crew Deep», записанный на лейблах Handcuts Records и Media Factory. А альбом «Flowers», выпущенный годом позже, занял 5 строчку «Tower Records Japan Top-10 Hip-Hop 2005».
В 2005 после ряда выступлений в Японии, в частности на культовой площадке «Blue Note», о Steph узнала знаменитая R&B-певица AI. Итогом знакомства стало сотрудничество, вылившейся в альбом «Mic-a-Holic A.I.» певицы. Steph сочинила несколько песен специально для неё.
В дальнейшем Стефани также написала композиции для артистки Аи Уето, а также работала вместе с рэгги-артистами Minao, Каракуей Макото и Can’no. Третий студийный альбом «Can’t Give Up» вышел одновременно в Тайване, Японии и Гонг-Гонге. Более того, релиз занял 7 строчку в списке лучших хип-хоп альбомов года по версии Tower Records. А заглавная композиция была записана с музыкантом Speech из группы Arrested Development. В дальнейшем Стефани продолжает свою музыкальную деятельность, а также выступила в качестве хедлайнера на мероприятии «Nippon Jam».
Весной 2009 года Steph записала на лейбле Victor Entertainment пятый альбом. В 2012 году песня «Round & Round» стала музыкальной темой рекламы авиакомпании Japan Airlines.
К 2016 году рэпер записала многочисленные песни с самыми разными представителями японской музыкальной сцене. В этом числе DJ TAMA, Анна Цутия и Аи Ниномия.